# Hans-Georg Möller
Hans-Georg Möller (* 13. Juni 1944 in Berlin; † 1980) war ein deutscher Boogie-Woogie-Pianist.

## Leben
Hans-Georg Möller wurde in Berlin geboren, wuchs aber in Hamburg auf. Hier spielte er bereits in den 1960er-Jahren in diversen Clubs und Bars. Seinen ersten Blues am Klavier hatte Georg von seinem älteren Bruder, dem Klarinettisten Claus-Jürgen Möller gelernt. Während seiner beruflichen Ausbildung in London entdeckte er mehrere Jazzclubs, in denen er die Pausen füllte, begeisterte mit seinem Spiel seine Zuhörer und beeindruckte die anderen Musiker. Auf die Pianisten Axel Zwingenberger, Martin Pyrker und Vince Weber hatte er erheblichen Einfluss. 1976 nahm er mit ihnen sein einziges Album Boogie Woogie Session '76 live im Wiener Konzerthaus auf. Außerdem trat er in der Sendung Spotlight zusammen mit den Zwingenberger-Brüdern, Martin Pyrker, Günther Henzel, Marc Galpérin, Gottfried Böttger und Vince Weber auf. Er spielte auch mit Fats Domino.
Über sein weiteres Leben ist nicht viel bekannt. Er war nie hauptberuflicher Musiker, sondern leitete ein eigenes Unternehmen; außerdem spielte er Feldhockey auf sehr hohem Niveau. Er starb 1980. Sein Bruder Claus-Jürgen Möller gibt in einem auf YouTube veröffentlichten Interview als Todesursache einen Motorradunfall an. Sein bekanntestes Stück ist George’s Pinetop Boogie Woogie, in Anlehnung an Pinetop Smith. Hierfür wurde ihm 2013 postum der „German-Boogie-Woogie-Award PINETOP“ verliehen.

## Diskografie
- Boogie Woogie Session '76 (Live In Vienna), Columbia 1977